# Хронологія Хеврона
У статті подано хронологію історії міста Хеврон, розташованого на Західному березі річки Йордан і підконтрольного Палестинській національній адміністрації.

## До ХХ століття
- 990 р. до н.е.: столицю царя Давида перенесено з Хеврона до Єрусалима (приблизна дата).[1]

- 164 р. до н.е.: Хеврон розграбований військами Юди Макавея.[1]

- 638 р.: Хеврон захоплений мусульманами.[2]

- 1168 р.: Хеврон захоплений хрестоносцями.[3]

- 1170 р.: мандрівник Веніамін Тудельський відвідує місто.[1]

- 1187 р.: до влади прийшов Саладін.[4]

- 1270 р.: починається спорудження мечеті Шейх Алі аль-Бакка[en].[4]

- 1320 р.: збудовано мечеть Аль-Джавалі[en].

- 1326 р.: мандрівник Ібн Батута відвідує місто.[1]

- 1517 р.:
  - погром у місті.[5]
  - до влади приходять Османи.

- 1540 р.: збудовано синагогу Аврахам Авіну[en].

- 1834 р.: Хеврон розграбований[en] єгипетськими військами.[3]

## ХХ століття
- 1922 рік:
  - Хеврон стає частиною Британського мандату в Палестині.[3]
  - населення міста складає 16,500 осіб.[3]

- 1925 р.: освячено монастир Святої Трійці.

- 24 серпня 1929 р.: єврейський погром у Хевроні[en].[6]

- 1943 р.: засновано спортивний клуб «Шабаб Аль-Халіль».

- 1948 р.:
  - закінчується Британський мандат у Палестині.[1]
  - місто окуповане військами Зайордання.[1]

### 1960-ті – 1990-ті рр.
- 1965 р.: створено філіал Палестинської спілки Червоного Хреста[en].

- червень 1967 р.: початок ізраїльської окупації; створення Ізраїльського військового уряду[en].[3]

- 1968 р.: біля міста засновано ізраїльське поселення Кір'ят-Арба.[3]

- 1971 р.: засновано Хевронський університет[en].[3]

- 1976 р.:
  - 12 квітня: місцеві вибори на Західному березі[en].
  - мером міста стає Фахд Кавасме.

- 1978 р.: засновано Палестинський політехнічний університет[en].

- липень 1983 р.: знято з посади мера міста Мустафу Натше.[7]

- 1994 р.:
  - 25 лютого: теракт у Печері Патріархів[en].[6]
  - 8 травня: починається тимчасова міжнародна присутність у Хевроні[en].
  - вулицю Аль-Шухада[en] закрито для палестинців.
  - засновано Палестинський центр дитячої творчості[en].

- 20 січня 1996 р.: Всенародні вибори у Палестинській автономії[en].[8]

- 1997 р.:
  - 16 січня: підписано Хевронські угоди[en].
  - населення міста налічувало 119,801 особу (119,401 палестинець та 400 єврейських поселенців).[3]

## ХХІ століття
- 2003 р.: населення міста складає 154,714 особи.[1]

- 2007 р.:
  - мером міста стає Халед Осайлі.
  - створено Шлях Авраама[en].[http://abrahampath.org/path/hebron/3-beni-naim-to-hebron-city/]
  - єврейські поселенці заселили будинок Бейт га-Шалом[en].

- 2012 р.:
  - жовтень: проведено місцеві вибори[en] .[9]
  - створення організації «Молодь проти поселень[en]» (приблизна дата).

- 2017 р.: Старе місто Хеврона внесено до списку об'єктів світової спадщини ЮНЕСКО.[10]